# Зарубкино
Зарубкино (мокш. Заропка) — село в Зубово-Полянском районе Мордовии Административный центр Зарубкинского сельского поселения.

## География
Расположено на реке Чиуш, в 20 км от районного центра и железнодорожной станции Зубова Поляна, на автомагистрали «Москва — Самара».

## История
Впервые упоминается в актах 1674 году как поселение служилой мордвы на Керенской засечной черте. В 1765 году была построена деревянная Христорождественская церковь (до Октябрьской революции 1917 года — 3,5 тыс. прихожан); к середине XIX века возведена 2-я деревянная церковь — Никольская. Во время Гражданской войны 1670—1671 гг. через Зарубкино проходили разбитые повстанческие отряды М. Харитонова и Ф. Алексеева; останавливались здесь и пугачёвцы (1773—1775). В «Списке населённых мест Тамбовской губернии» (1866) Зарубкино (Рождественское) — село владельческое из 150 дворов (808 чел.); имелись церковь, училище, ярмарка, школа, участковая больница (1898).
В 1930 году в селе было 180 хозяйств (998 чел.). В 1930-е гг. был создан колхоз «Марстонь вий» («Единая сила»; центр. усадьба в с. Покровские Селищи), 1940-е гг. — «Красный партизан», 1950 г. — «Красная звезда»; в конце 1990-х гг. — СХПК «Дружба».
В современной инфраструктуре села — начальная школа, библиотека, Дом культуры, магазин, медпункт. 
Близ села находится Кельгининский могильник X—XIII и XVI—XVII веков. Находки из Кельгининского могильника свидетельствуют связях местного населения с Русью (шиферные пряслица, подвеска со знаком Рюриковичей) и Волжской Булгарией (керамика). 
Любопытен состав населения в старинном селе Зарубкино. Там издавна живут вместе русские и мордва-мокша, причем, на вопрос, какой народ основал это селение, сейчас ответить очень трудно. Мокшанская часть Зарубкина называется «Мокшень кура», а русская «Снавонь кура». «Снав» — мокшанское название гороха, получается, что русский участок села называется «гороховым». Однако, десь мы сталкиваемся с неправильным, искажённым со временем произношением первоначального названия этой улицы — в старину её называли «Цнань кура», («Цнинской улицей»), так как построили её беглецы с берегов реки Цны.

## Население
| 2002 | 2010 |
| ---- | ---- |
| 257  | ↘256 |

## Источник
- Энциклопедия Мордовия, А. П. Кочеваткина.